# Liste der Einträge im National Register of Historic Places im Prentiss County

Lage des Prentiss Countys in Mississippi

Die Liste der Einträge im National Register of Historic Places im Prentiss County in Mississippi führt die Bauwerke und historischen Stätten im Prentiss County auf, die in das National Register of Historic Places aufgenommen wurden.
| [ 2 ] | Name                                  | Bild         | Eintragsdatum        | Lage | Ort                     | Beschreibung                                             |
| ----- | ------------------------------------- | ------------ | -------------------- | --- | ----------------------- | -------------------------------------------------------- |
| 1     | Downtown Booneville Historic District |              | 1998 ID-Nr. 98001337 | Abgegrenzt durch Church Street, College Street, Court Street, 1st Street, Hotel Street, Main Street, Market Street und Mill Street 34° 39′ 21″ N, 88° 33′ 48″ W | Booneville              |                                                          |
| 2     | Pharr Mounds                          | Pharr Mounds | 1978 ID-Nr. 78000346 | Mile 286,7 auf dem Natchez Trace Parkway 34° 27′ 59,4″ N, 88° 25′ 0,2″ W                                                                                        | südöstlich von Marietta | Archäologische Stätte; reicht bis in das Itawamba County |